# Цикл Отто

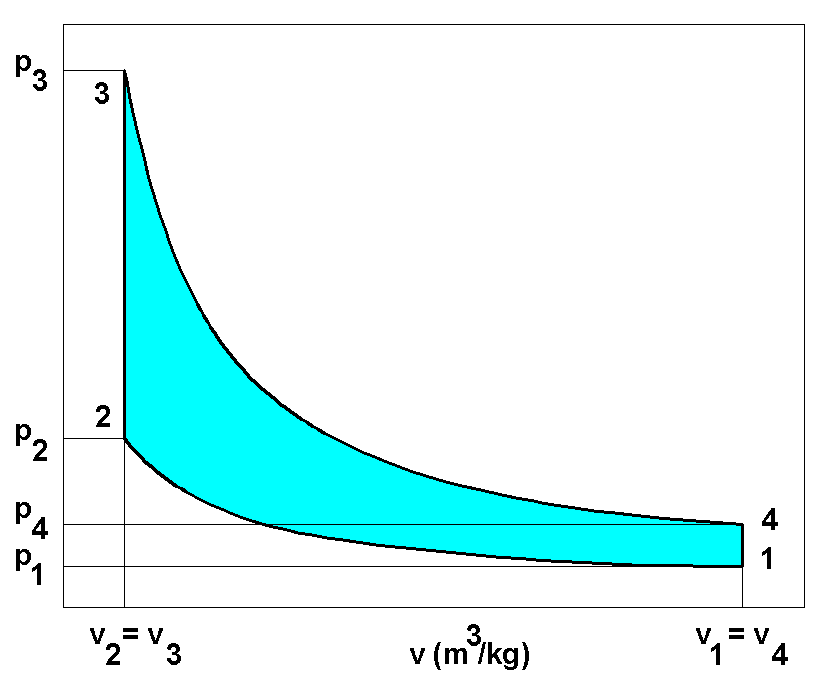
PV-диаграмма идеального/теоретического цикла Отто

Цикл Отто — идеальный термодинамический цикл работы поршневого двигателя внутреннего сгорания, предполагающий изохорный подвод теплоты (или термодинамический цикл с подводом теплоты при неизменном объёме цилиндра). Назван по имени немецкого конструктора Николауса Отто, построившего в 1876 году первый работоспособный поршневой ДВС, работающий по данному термодинамическому циклу. На основе цикла Отто реализован реальный цикл работы двигателей с искровым зажиганием, как двухтактных, так и четырёхтактных.

## Описание

p-V диаграмма цикла Отто

Идеальный цикл Отто состоит из четырёх процессов:
- 1—2 адиабатное сжатие рабочего тела;

- 2—3 изохорный подвод теплоты к рабочему телу;

- 3—4 адиабатное расширение рабочего тела;

- 4—1 изохорное охлаждение рабочего тела.

КПД цикла Отто {\displaystyle \eta =1-{\frac {1}{n^{k-1}}}}, где {\displaystyle n=V_{1}/V_{2}} — степень сжатия, {\displaystyle k} — показатель адиабаты.
Идеальный цикл лишь приблизительно описывает процессы, происходящие в реальном двигателе, но для технических расчётов в большинстве случаев точность такого приближения удовлетворительна.